# Алфред Кранцфелдер
Алфред Кранцфелдер (на немски: Alfred Kranzfelder) е германски капитан III ранг от Кригсмарине, участвал в опита за убийство на фюрера Адолф Хитлер от 20 юли 1944 г.

## Биография
Роден е в Кемптен, Бавария и се присъединява към Райхсмарине през 1927 г. През 1933 г. е повишен в лейтенант и през 1937 г. като част от Кригсмарине той служи на боен кораб. Прехвърлен е в Берлин по здравословни причини през февруари 1940 г., където работи като оперативен директор на Министерството на външните работи на оперативния отдел на 1-ви клон на Висшето военно командване.
Той се среща с колегата си военен офицер Бертолд фон Щауфенберг през 1943 г. и става активен в съпротивата срещу нацисткия режим. Неговите възможности за активно участие в заговора от 20 юли са ограничени, но той е помолен да намери допълнителни потенциални членове на съпротивата от флота.
Арестуван малко след Бертолд Шенк фон Щауфенберг на 24 юли 1944 г. и изправен пред Народна съдебна палата на 10 август 1944 г. Алфред Кранцфелдер е осъден на смърт и екзекутиран в същия ден в затвора Пльоцензе, Берлин.